# Johannes Franziskus Klomp

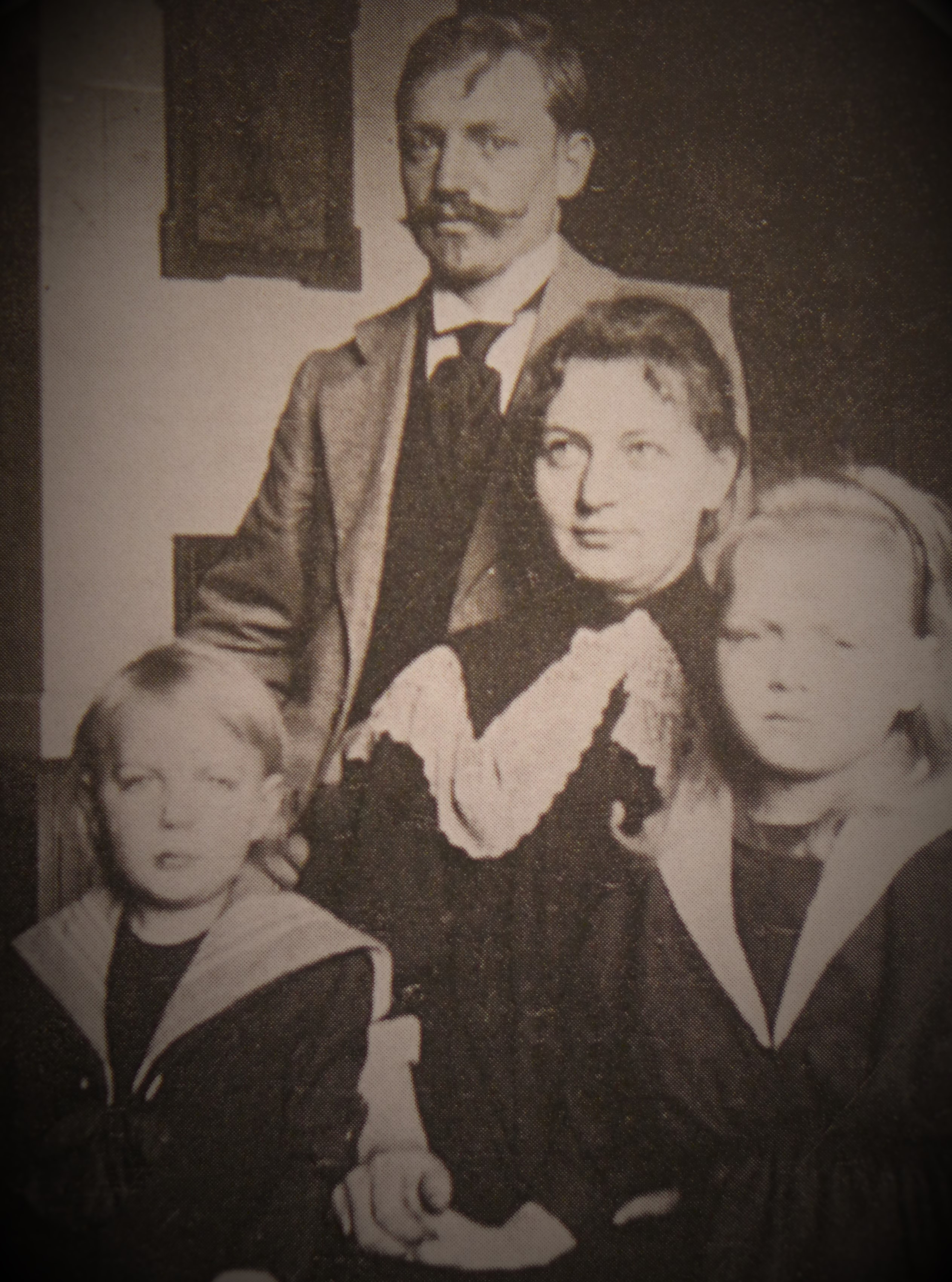
Johannes Franziskus Klomp (1865–1946) mit seiner Ehefrau Sophie und zwei seiner fünf Kinder im Jahr 1895 (Archiv Klomp)

Johannes Franz(iskus) Klomp (* 7. Februar 1865 in Den Haag; † 14. Februar 1946 in Kamp-Bornhofen) war ein deutscher Architekt niederländischer Herkunft. Er wirkte hauptsächlich in Deutschland.

## Leben
Klomp war ein Sohn von Gerard Klomp (geboren zu Bemmel nahe Nimwegen am 20. Dezember 1834; gestorben 1882 in Den Haag). Dieser hatte sich 1877 als Zimmermann und Bauunternehmer in Den Haag niedergelassen, erhielt den Auftrag, dort ein neues Wohnviertel zu bauen, das er selber entwarf. Im Jahr 1880 entwarf Gerard Klomp das nahezu kreisrunde Gebäude für das Großgemälde des Panorama Mesdag in Den Haag.
Johannes Franz Klomp studierte zunächst 1880–1883 an der Akademie für Bildende Kunst in Den Haag, wechselte 1883 an die Technische Hochschule Hannover, unter anderem bei den Neugotikern Conrad Wilhelm Hase und Hubert Stier. Im Jahr 1887 schloss er das Studium mit einer „Diplom-Aufgabe“ ab, später unterzeichnete er seine Pläne zunächst mit der Berufsbezeichnung „Diplom-Architekt“, dann mit dem Kürzel „Dipl.-Ing.“, der offiziellen Abkürzung für den in Preußen erst 1900 eingeführten akademischen Grad des Diplom-Ingenieurs.
Nach dem Studium begab er sich zur Erweiterung seiner Kenntnisse auf eine Studienreise nach Italien. Als Mitarbeiter von Christoph Hehl wieder in Hannover, baute er sich nach dessen Umzug nach Berlin 1894 an der Linzer Straße 6 sein selbst entworfenes Wohnhaus, um 1899 in Dortmund seine Wohn- und Arbeitsstätte zu nehmen.
Er war ein Vertreter des späten Historismus und baute hauptsächlich sakrale Gebäude für katholische Einrichtungen und Gemeinden. Neben seinem Dortmunder Hauptbüro hatte er um 1910 zwei Zweigbüros in Beuthen und Kattowitz in Oberschlesien.
Er setzte um die Jahrhundertwende durch seine Baugestaltung entscheidende Akzente für den Kirchenbau im Rheinland, Westfalen und im belgischen Raum.

## Werk (Auswahl)

### Deutschland
| Ort                        | Jahre     | Bauwerk                                                                                           |
| -------------------------- | --------- | ------------------------------------------------------------------------------------------------- |
| Altena                     | 1896–1899 | Pfarrkirche St. Matthäus                                                                          |
| Ankum                      | 1896–1900 | Pfarrkirche St. Nikolaus, genannt „Artländer Dom“                                                 |
| Attendorn                  | 1904–1906 | Collegium Bernardinum                                                                             |
| Berge-Grafeld              | 1897–1899 | Herz-Jesu-Kirche                                                                                  |
| Bochum-Gerthe              | 1912–1913 | Pfarrkirche St. Elisabeth                                                                         |
| Castrop-Rauxel-Bladenhorst | 1906–1907 | Kirchturm zur Herz-Jesu-Kirche (mit zwei Seitenkapellen; verändert erhalten)                      |
| Dortmund                   | 1897–1898 | Entwurf zur Dreifaltigkeitskirche mit Pfarrhaus                                                   |
| Dortmund                   | 1901–1903 | Franziskanerkirche St. Franziskus und Antonius                                                    |
| Dortmund-Eving             | 1905–1915 | Pfarrkirche St. Barbara                                                                           |
| Dortmund-Kurl              | 1906      | Neubau eines Glockenturms und Anbauten St. Johannes Baptist (Kurl)                                |
| Dortmund                   | 1908      | Anbauten an die Propsteikirche                                                                    |
| Essen                      | 1902–1910 | Franziskanerkloster und Heilig-Kreuz-Kirche                                                       |
| Finnentrop-Heggen          | 1900–1901 | Katholische Pfarrkirche St. Antonius der Einsiedler                                               |
| Finnentrop-Lenhausen       | 1898–1899 | Pfarrkirche St. Anna                                                                              |
| Hamm                       | 1907–1910 | Erweiterung der Pfarrkirche St. Joseph                                                            |
| Hannover                   | 1894      | Wohnhaus Bödekerstraße 58 Ecke Kleine Pfahlstraße                                                 |
| Herne                      | 1904–1906 | Herz-Jesu-Kirche                                                                                  |
| Herne                      | 1904–1906 | Restaurations- und Wohngebäude Gierpz, Altenhöfener Str. 35                                       |
| Herne-Baukau               | 1907–1908 | Pfarrkirche St. Marien, Einwölbung, Westwerk und Türme sowie die Vikarie                          |
| Kamen-Heeren-Werve         | 1907–1913 | Herz-Jesu-Kirche mit Vikarie                                                                      |
| Lünen                      | 1901–1904 | Pfarrkirche zur Heiligsten Familie                                                                |
| Lüdenscheid                | 1904      | Entwürfe zur Erweiterung der Pfarrkirche St. Joseph und Medardus, die nicht zur Ausführung kamen. |
| Olpe                       | 1907–1909 | Pfarrkirche St. Martinus                                                                          |
| Rheine                     | 1899–1905 | St.-Antonius-Basilika                                                                             |
| Rheine                     | 1906–1907 | Isolierhaus für das katholische Krankenhaus                                                       |
| Ruda-Friedenshütte         | 1911–1912 | St. Paulus                                                                                        |
| Rudersdorf                 | 1909–1910 | Pfarrkirche St. Laurentius                                                                        |
| Siegen                     | 1903–1905 | Pfarrkirche St. Michael                                                                           |
| Wilnsdorf-Niederdielfen    | 1901–1903 | Herz-Jesu-Kirche                                                                                  |

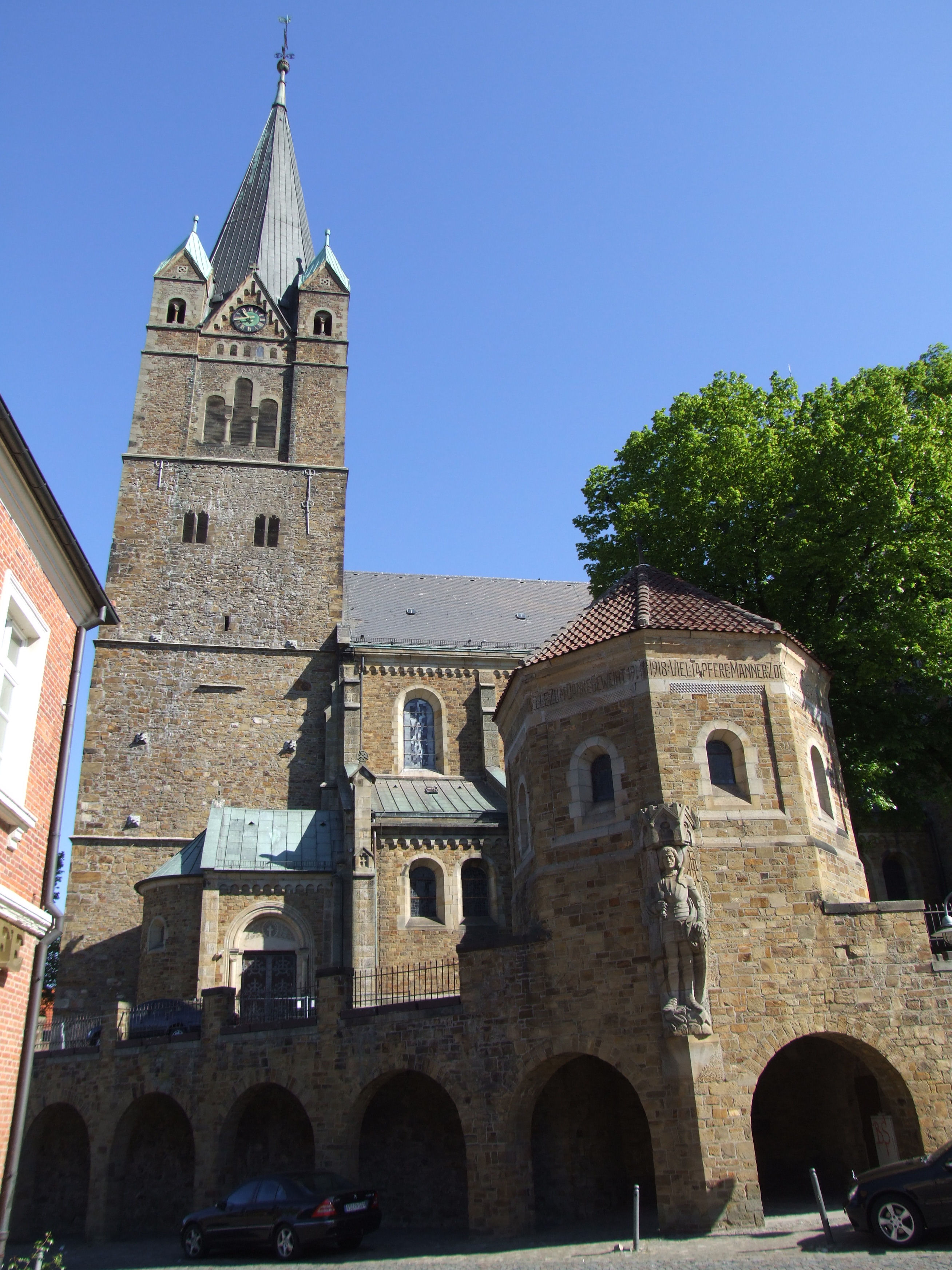
Ankum, „Artländer Dom“
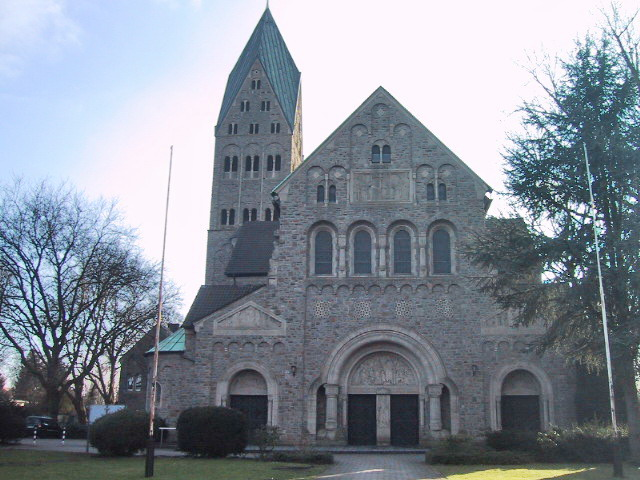
Gerthe, Pfarrkirche St. Elisabeth
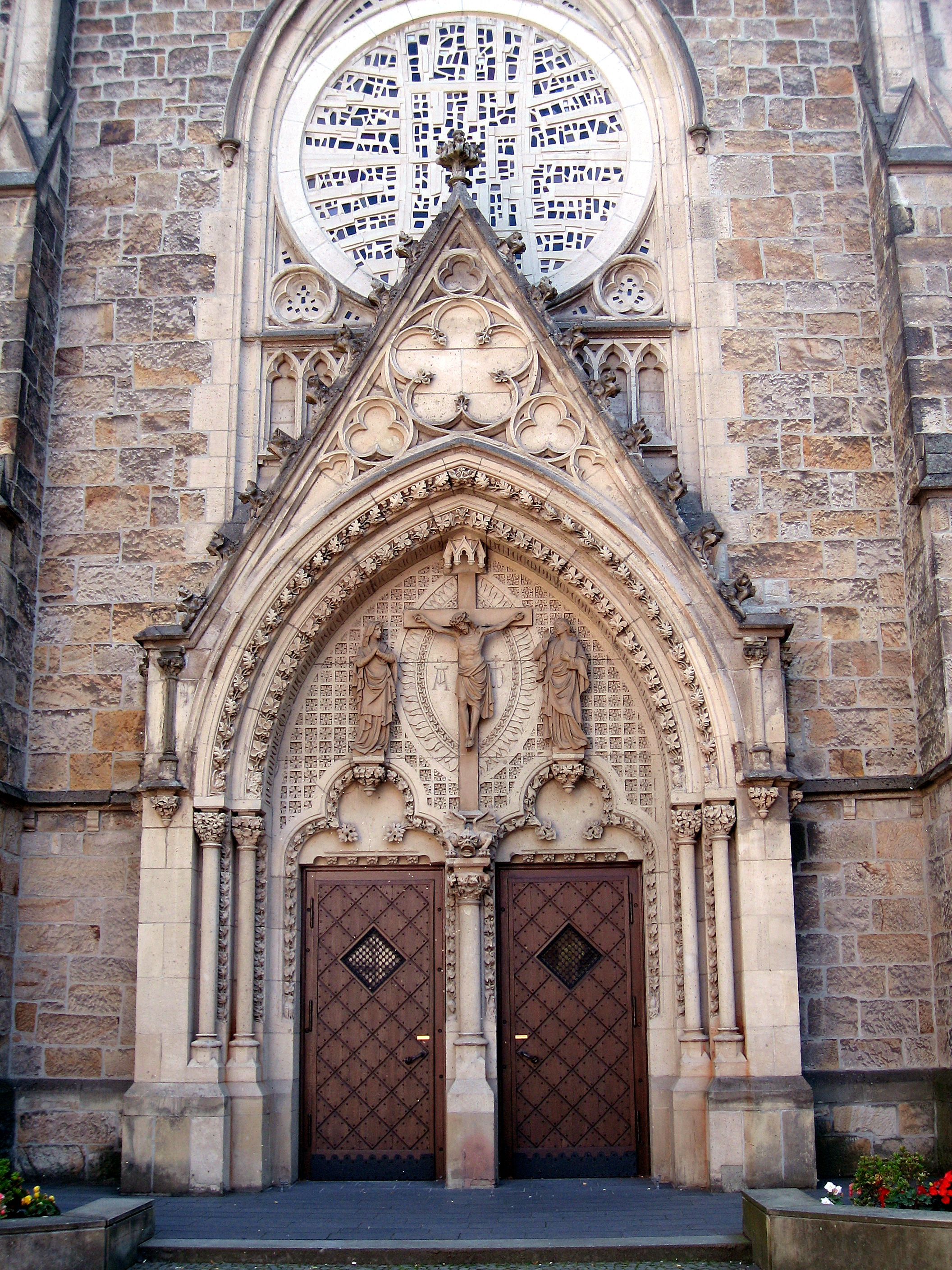
Westportal der Dortmunder Franziskanerkirche
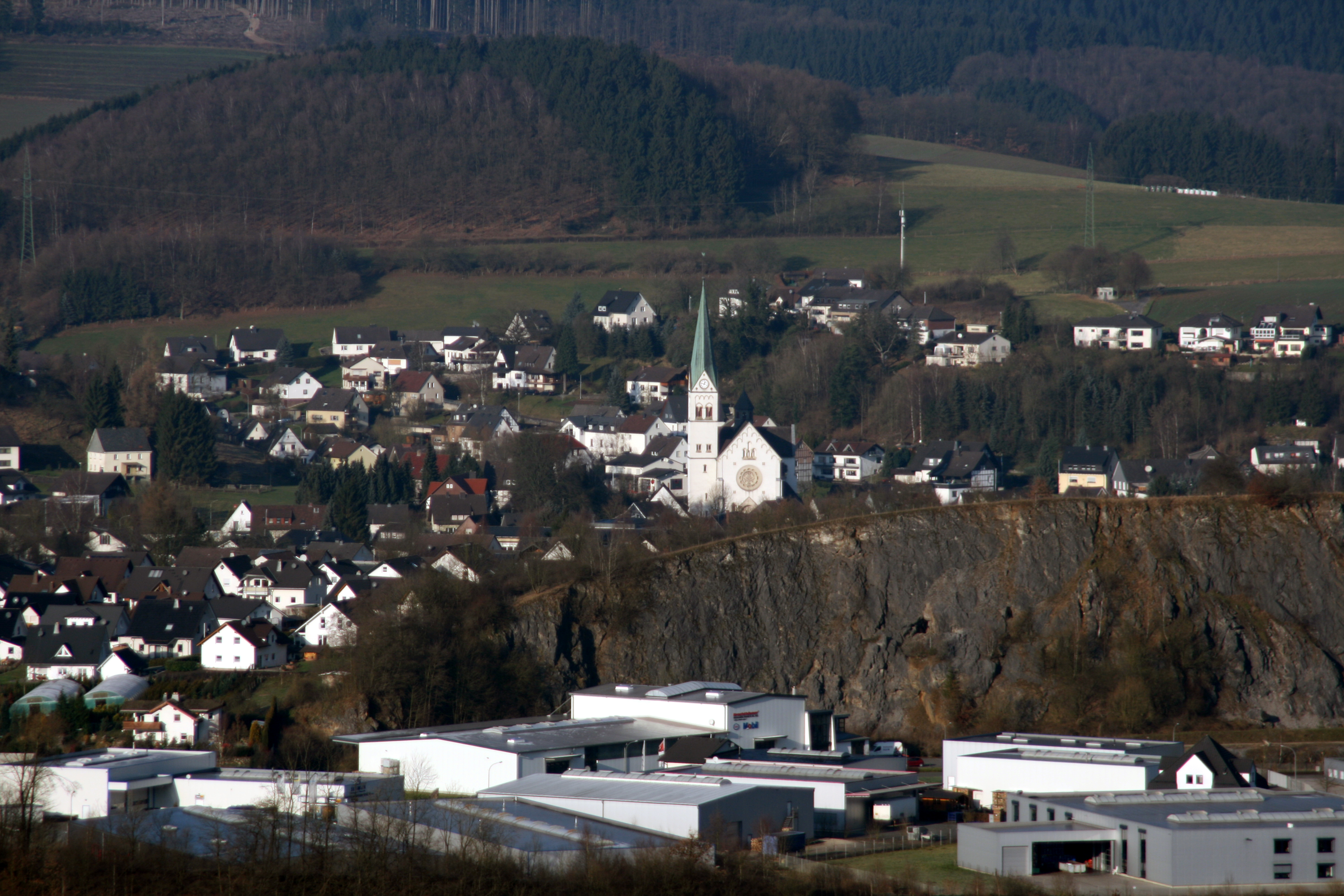
Blick auf Heggen mit Kirche
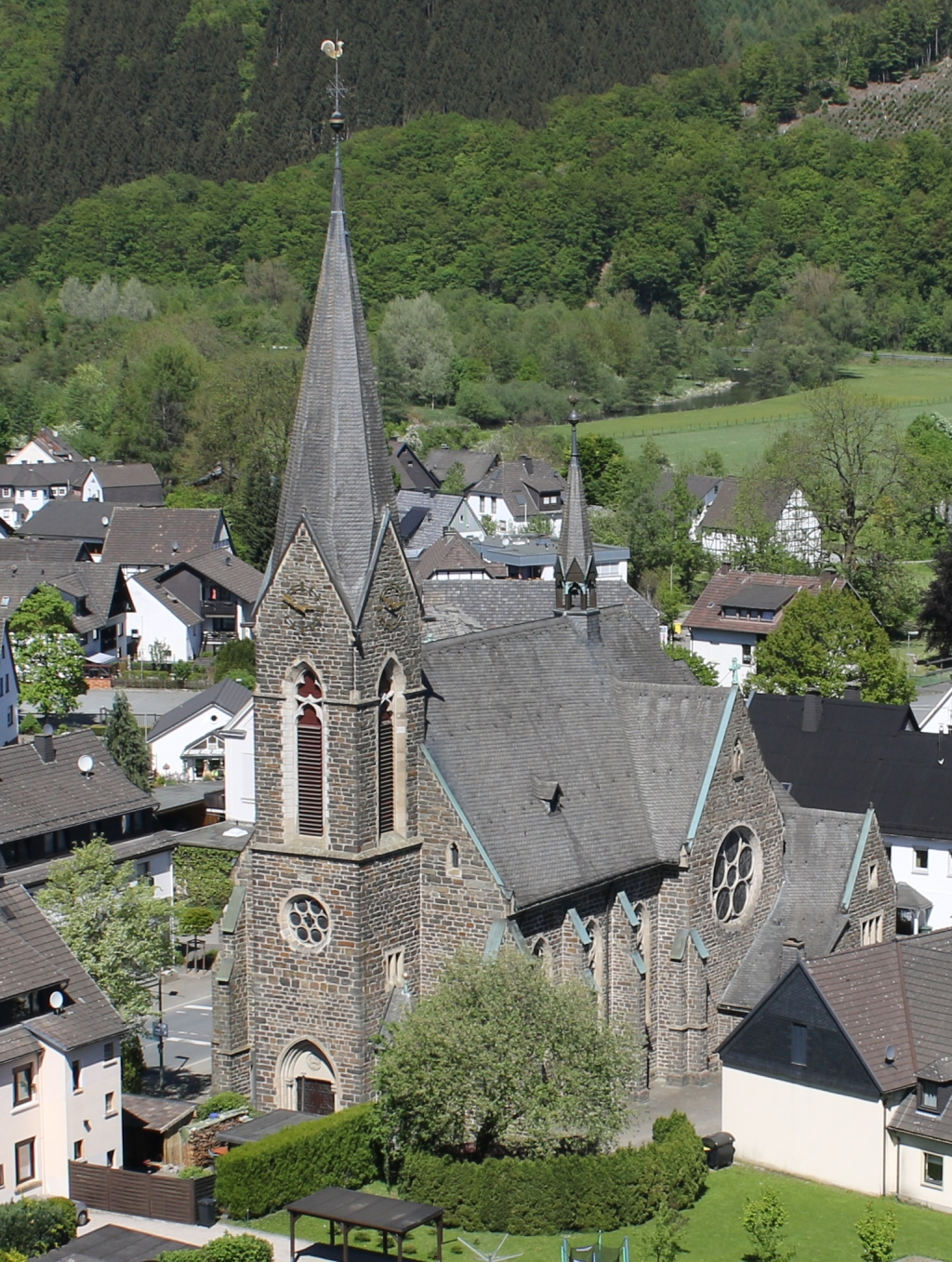
Katholische Pfarrkirche St. Anna Finnentrop-Lenhausen, erbaut 1898/1899
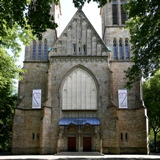
Herne, Herz-Jesu-Kirche, Westseite (2006)
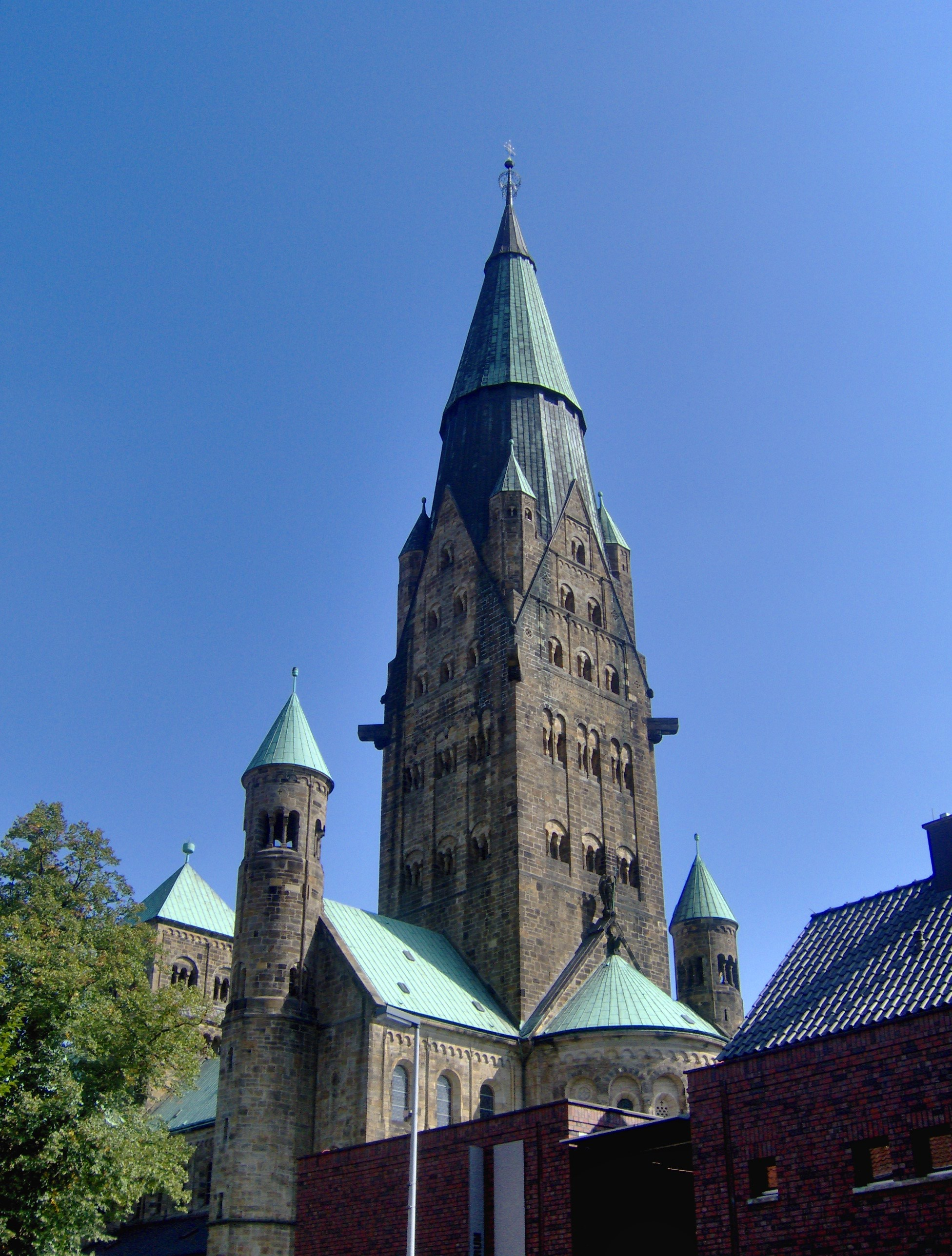
Rheine, „Basilika“
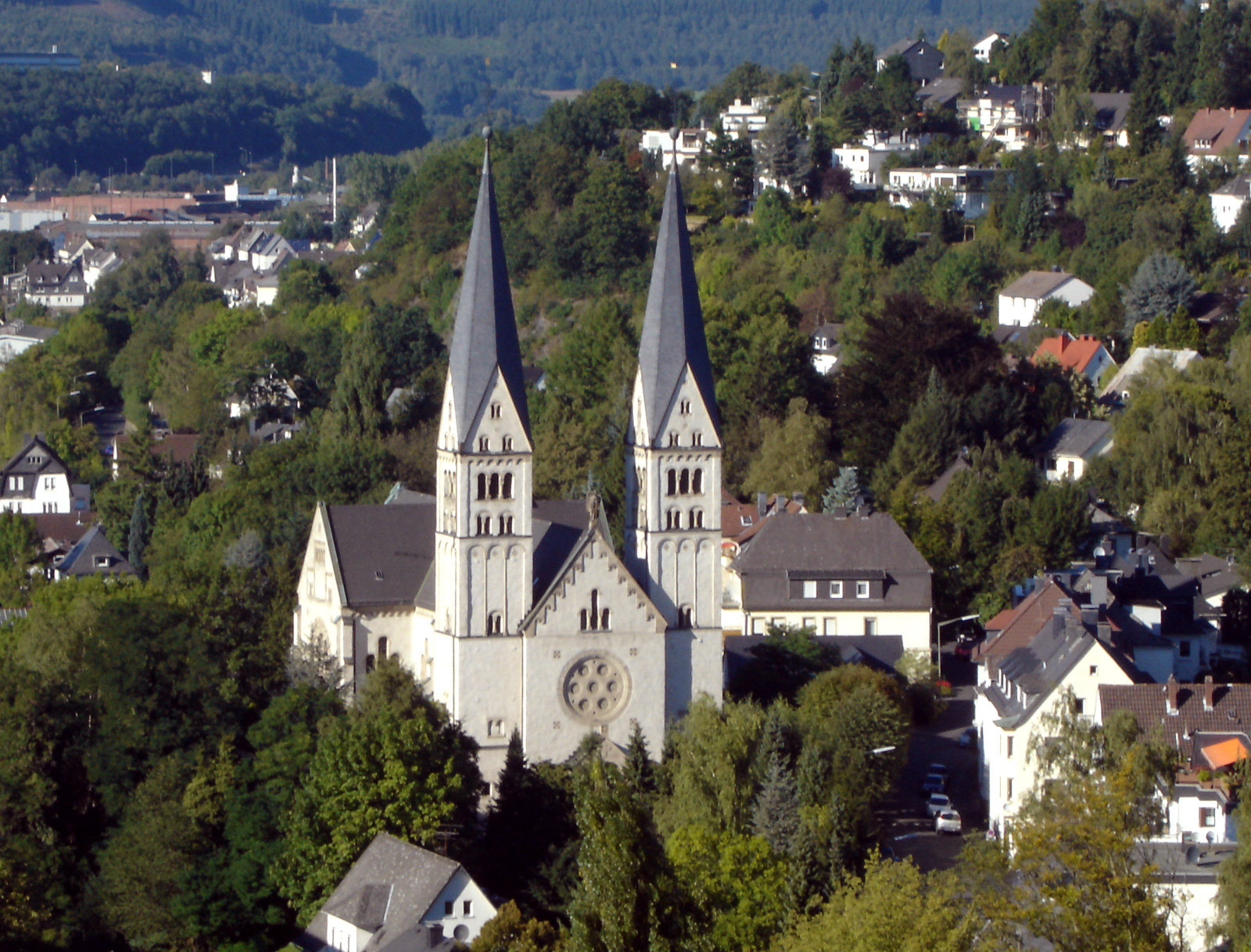
Siegen, Pfarrkirche St. Michael
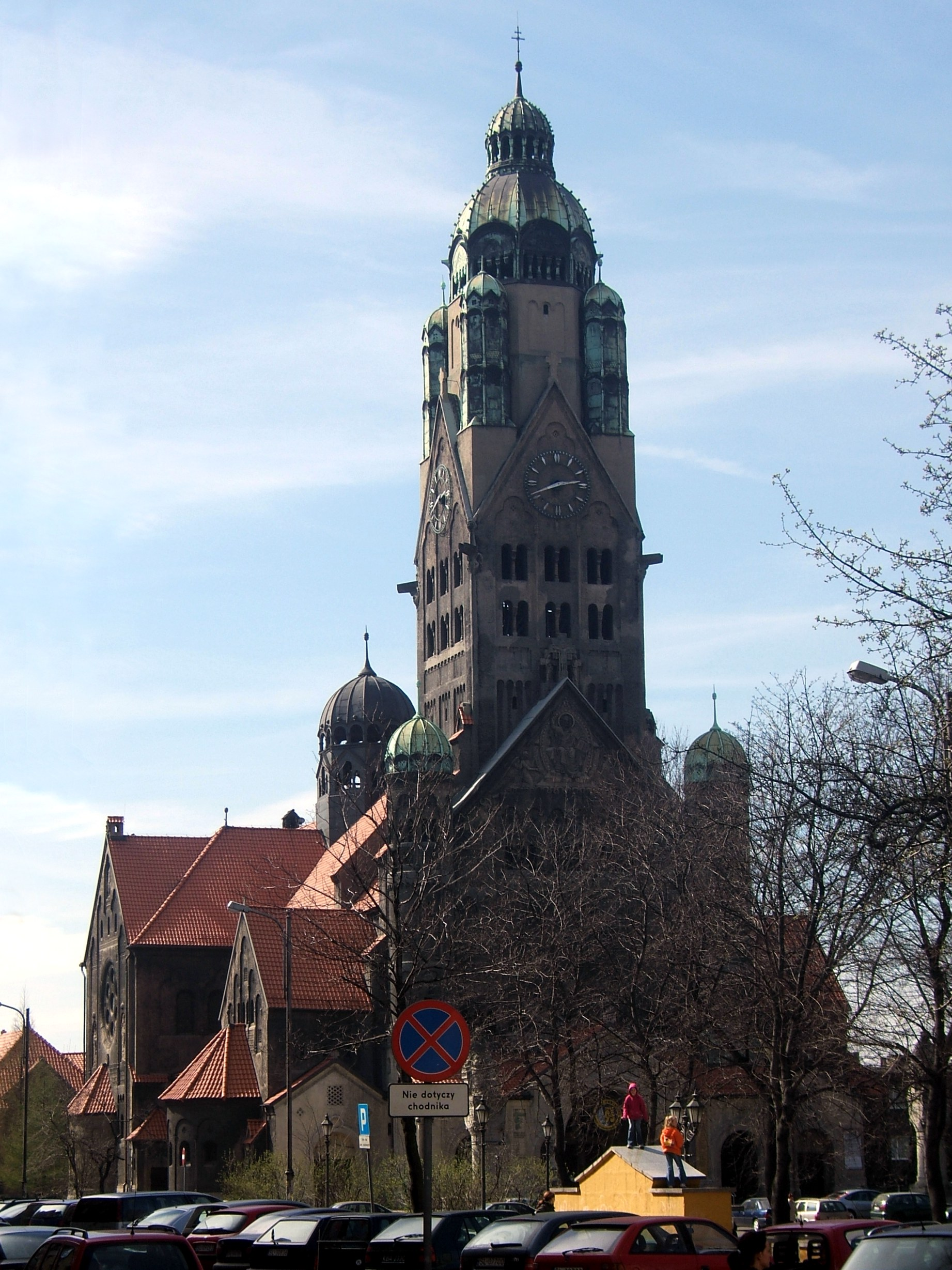
Heiliger-Paulus-Kirche in Nowy Bytom
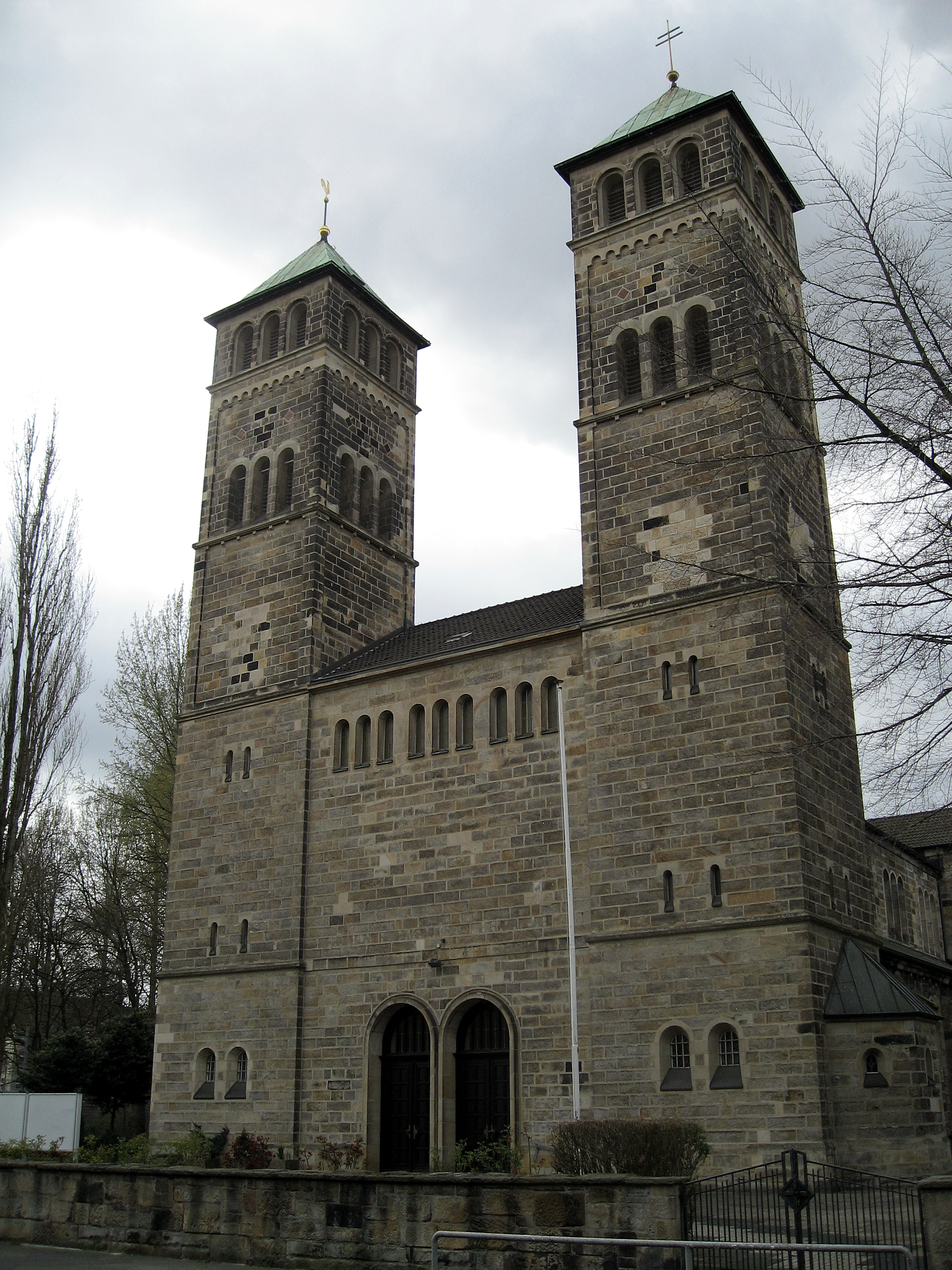
Dortmund, Dreifaltigkeitskirche

### Belgien
| Ort                  | Jahre     | Bauwerk                                                               |
| -------------------- | --------- | --------------------------------------------------------------------- |
| Burg-Reuland Thommen | 1908–1910 | Erweiterung der Remaklus-Kirche                                       |
| Leuven               | 1906–1908 | Herz-Jesu-Kloster                                                     |
| Brüssel              | 1908–1909 | Erweiterung der Kapelle des Couvent des Pères du Sacré-Coeur de Jésus |

### Luxemburg
| Ort                         | Jahre     | Bauwerk                                        |
| --------------------------- | --------- | ---------------------------------------------- |
| Clerf (Clervaux)            | 1908–1914 | Benediktinerabtei St. Mauritius und St. Maurus |
| Clerf (Clervaux)            | 1909–1910 | Kirche St. Cosmas und Damian                   |
| Fünfbrunnen (Cinqfontaines) | 1905–1909 | Herz-Jesu-Kloster                              |
| Luxemburg                   | 1907      | Dominikanerkloster                             |
| Differdange                 | 1909      | Notre Dame des douleurs                        |

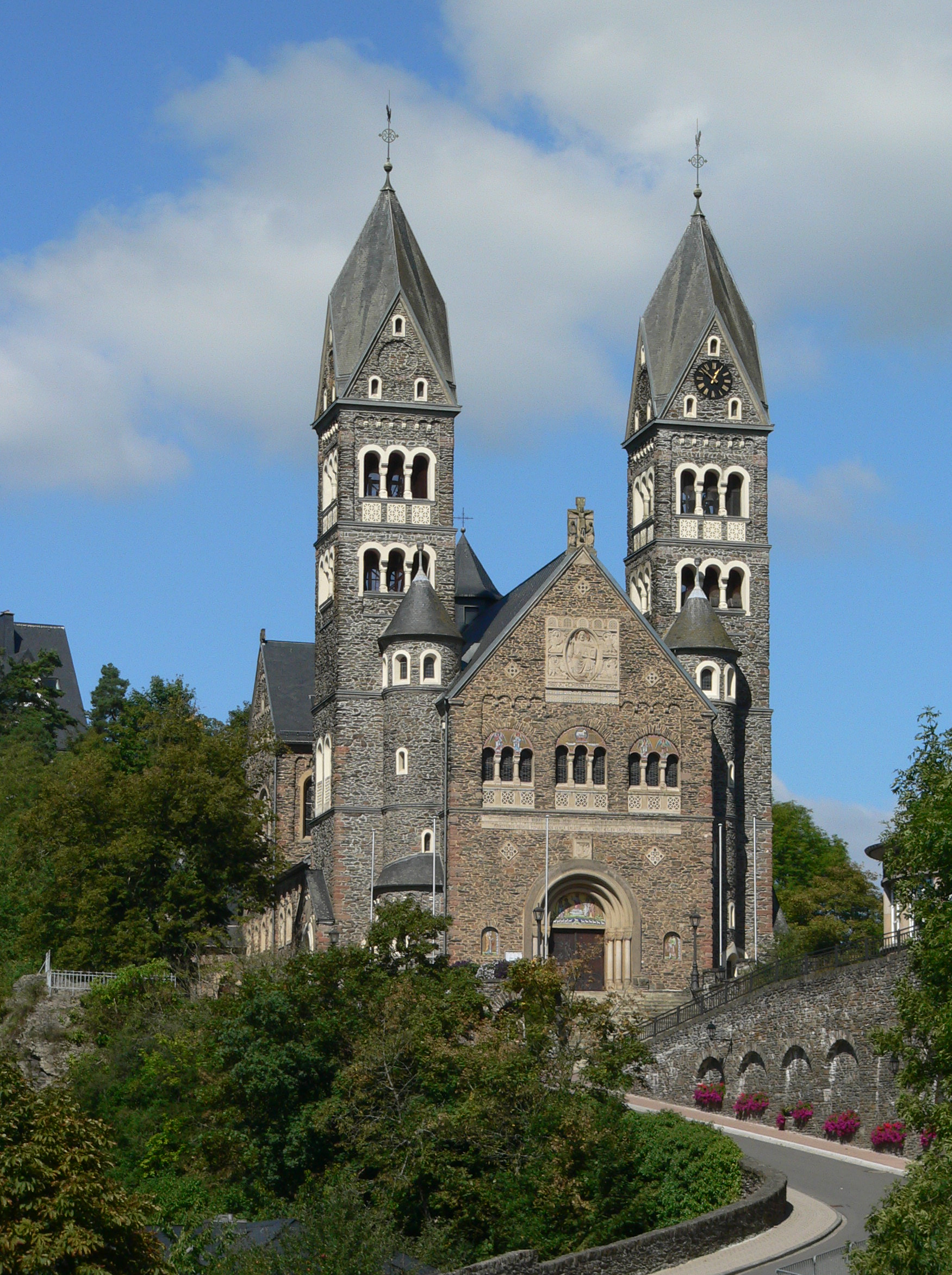
Pfarrkirche in Clerf
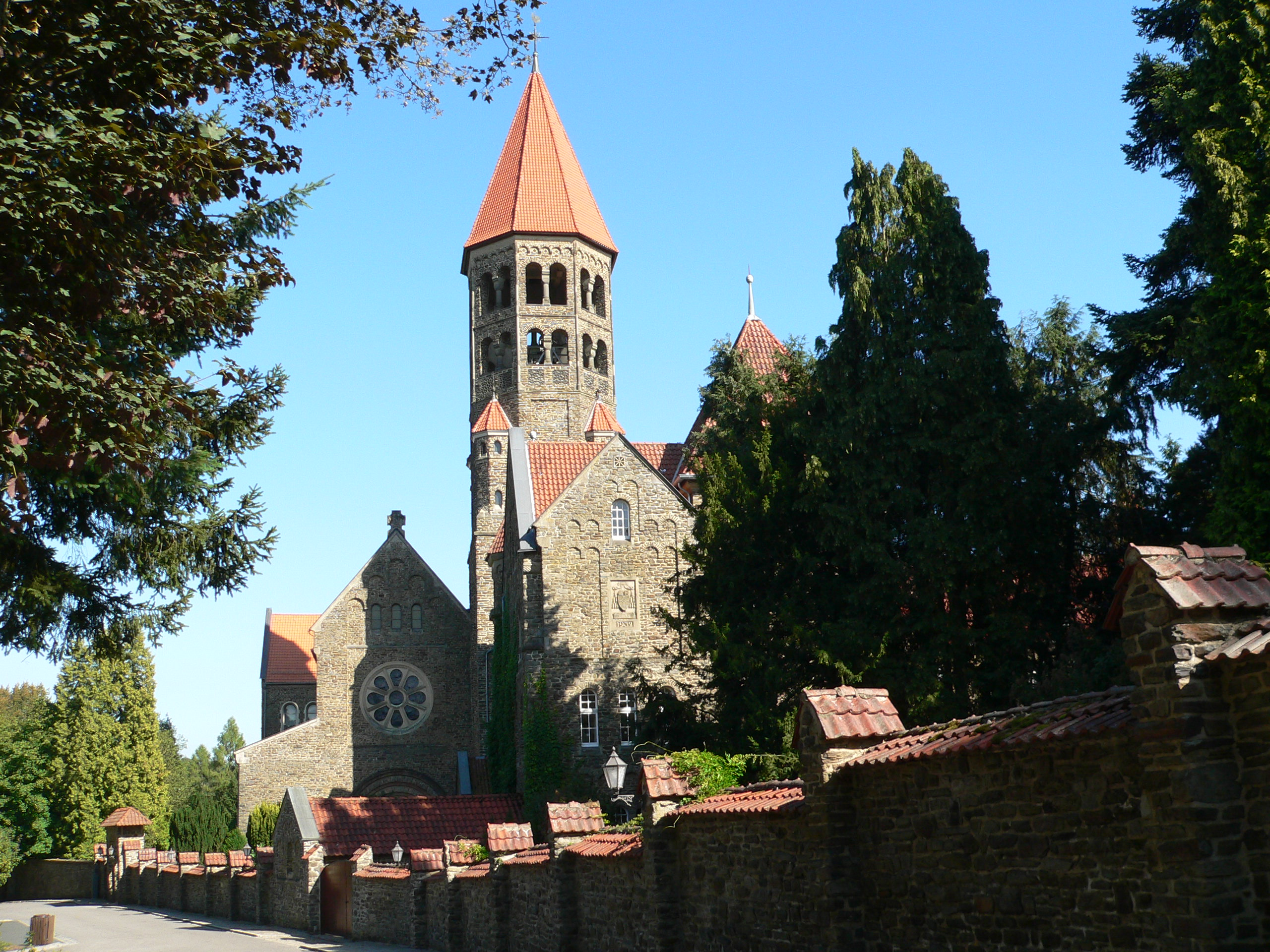
Benediktiner-Abtei in Clerf

### Polen
| Ort                                    | Jahre     | Bauwerk                 |
| -------------------------------------- | --------- | ----------------------- |
| Ruda Śląska-Nowy Bytom (Friedenshütte) | 1911–1912 | St. Paulus (Nowy Bytom) |
| Katowice-Dąbrówka Mała (Eichenau)      | 1911      | St. Antonius von Padua  |

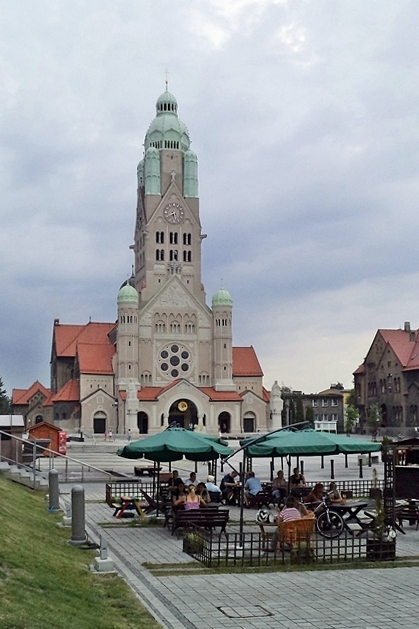
St. Paulus mit Pfarrhaus
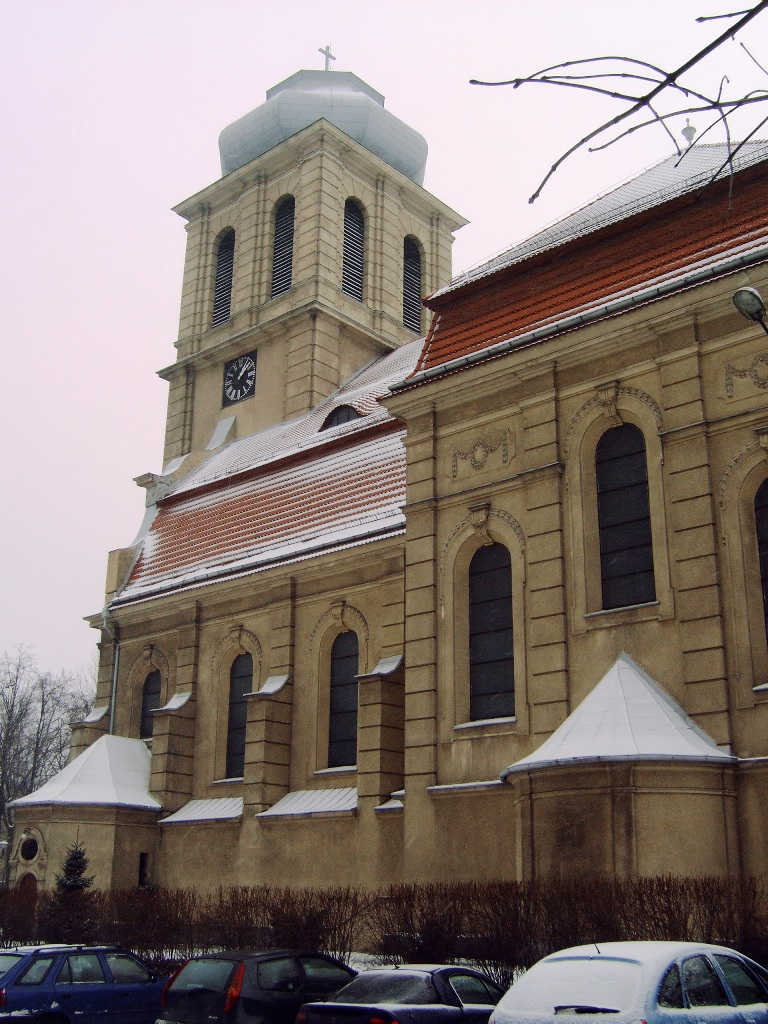
St. Antonius von Padua

## Nachlass / Archivalien
- Der sehr umfangreiche private Nachlass liegt im Stadtarchiv Dortmund.
- Über 4000 Blätter aus dem beruflichen Nachlass befinden sich im Architekturmuseum der Technischen Universität Berlin.
- Eine Fotokopie des Kolleghefts Altchristliche und romanische Baukunst, angelegt 1886 von Klomp nach den Vorlesungen von Hubert Stier in den Studienjahren 1884/1885 und 1885/1886 an der Technischen Hochschule Hannover, ist in der TIB/UB der heutigen Gottfried Wilhelm Leibniz Universität Hannover einsehbar.
- Zu zwei Bauprojekten Klomps in Clerf (Benediktinerabtei und ein privates Wohnhaus) existiert ein Bestand im Nationalarchiv Luxemburg.[13]